# A híres Ron Burgundy legendája
A híres Ron Burgundy legendája (eredeti cím: Anchorman: The Legend of Ron Burgundy) 2004-ben bemutatott vígjáték, paródia. Rendező Adam McKay, a főszereplők Will Ferrell és Christina Applegate.
A történet témája a női hírolvasók megjelenése a televízióban, valamikor az 1970-es években, továbbá az ebből eredő konfliktus a férfi kollégákkal.
A film a 100. a Bravo amerikai tévécsatorna „100 vicces film” listáján, és a 113. az Empire magazin „Minden idők 500 legnagyszerűbb filmje” listáján.

## Cselekménye
|  | Alább a cselekmény részletei következnek! |

A film története az 1970-es években játszódik San Diegóban.
1975-ben Ron Burgundy (Will Ferrell) a KVWN-TV Channel 4 tévécsatorna alkalmazottja, az „Esti hírek” mindenki által ismert és kedvelt fő hírolvasója. Három másik hírolvasóval dolgozik együtt, akik kiegészítik a munkáját, és egyúttal a barátai is: a divatmániás helyszíni tudósító, Brian Fantana (Paul Rudd), a sporthírekkel foglalkozó Champion "Champ" Kind (David Koechner) és a szellemileg visszamaradott meteorológus, Brick Tamland (Steve Carell). Az egyik értekezleten főnökük, Ed Harken (Fred Willard) azt az örömteli hírt közli az összes dolgozóval, hogy a csatorna megtartotta első helyét a nézettségi listán a hírcsatornák között. Ezt megünneplendő, hatalmas bulit tartanak, amin Ronnak feltűnik egy ismeretlen szőke szépség, akit megpróbál felcsípni, de a nő visszautasítja.
Másnap főnökük értesíti őket, hogy a hálózat egy női tudósítót küldött hozzájuk, aki eddig Észak-Karolina államban dolgozott. Ő Veronica Corningstone (Christina Applegate), éppen az a nő, akit Ron sikertelenül próbált lefektetni. A csoport tiltakozik a nő alkalmazása ellen, mondván, hogy „a hírolvasás férfimunka”, de főnökük nem hallgat rájuk. Majd megpróbálják különféle durva és szexista trükkökkel a nőt elcsábítani, de az összes módszer kudarcot vall. Végül Ron felajánlja neki, hogy szigorúan szakmai alapon megmutatja neki San Diegót, amibe a nő belemegy. Ron elbűvöli Veronicát barátja, Tino (Fred Armisen) bárjában, ahol váratlanul felkérik, hogy játsszon a fuvoláján. Ron fergeteges sikert arat az előadott dzsesszes számmal (a számot Katisse Buckingham Los Angeles-i zenész adta elő). Veronica megszegi a saját maga által felállított szabályt, hogy nem randevúzik kollégával, és együtt alszik Ronnal. Másnap reggel arra kéri Ront, hogy legyen diszkrét és tartsák titokban a kapcsolatukat, amit Ron meg is ígér, de első dolga, hogy elüvölti magát a stúdióban: „Lefeküdtem Veronicával!” Később ezt az élő adásban is bemondja.
Egyik nap, amikor Ron munkába tart egy hídon keresztül, kidobja a kocsija ablakán a maradék hot dogot, ami éppen eltalálja a mellette haladó motoros arcát (Jack Black), aki felborul a motorjával. Mivel Ron nem hajlandó megtéríteni a motor javításának költségét, a motoros egy rúgással lehajítja Ron szeretett kutyáját a hídról. Ron érzelmileg teljesen kiborul a kutyája elvesztése miatt és zokogva felhívja Briant. A stúdióban ezalatt hiába várják Ront. Veronica ajánlkozik, hogy ő beolvassa a híreket, ha Ron nem ér oda időben, ami a stúdióvezető végül elfogad. Ron késve érkezik, amikor a hírek már lementek, és azonnal azzal vádolja Veronicát, hogy a helyére pályázik, pedig a nő csak segíteni akart. Ron szakít vele. Másnap azonban már Veronica is hírolvasóvá lép elő, mert a nézettségi mutatók alapján a csatorna vezetése így dönt. Ron és Veronica kénytelen együtt felolvasni a híreket, amihez egymás szurkálása tartozik, még a kamera előtt is.
Egyik nap a hírolvasó négyes elhatározza, hogy öltönyt mennek vásárolni. Azonban kissé eltévednek és egy kietlen környékre érnek, ahol összetalálkoznak a csatorna fő riválisaival, a második helyen álló Wes Mantooth bemondóval és csapatával, akik hamarosan bicskát, fűrészt és egyéb kézifegyvereket vesznek elő, azonban Ronék is hasonlóképpen vannak felszerelve (Bricknél még egy kézigránát is van, amiről nem tudja, hol szerezte). A szócsaták és sértegetések után már majdnem összecsapnak, amikor megérkezik a Channel 2 csapata Frank Vitchard vezetésével, a közszolgálati tévé csapata és a spanyol hírolvasók is, Arturo Mendez vezetésével. Az öt csapat egymásnak esik, de előtte Ron kiköti, hogy arcra és hajra nem szabad támadni, amit a többiek elfogadnak. Véres harc kezdődik, amiben egy kar is lehullik, valakibe pedig háromágú vasvillát szúrnak. A harc véget ér, amikor meghallják a rendőrségi szirénákat.
Veronica egy étteremben ünnepli a sikerét a stúdió néhány hölgy dolgozójával, akik közül az egyik azt mondja neki, hogy Ron felolvas mindent, amit a súgógépen lát, és ezzel visszavághat neki. Másnap Veronica beoson a súgógéphez, és kisatírozza Ron jól ismert elköszönő mondatát: „Maradj menő, San Diego!”. Ron a hírek végén ezzel köszön el: „Le vagy szarva, San Diego!”, ami a nézők körében általános felháborodást kelt, a stúdióvezető azonnali hatállyal kirúgja Ront. Ron hiába szabadkozik és kér elnézést mindenkitől, a stúdió előtt dühös tömeg várja, akiken csak a biztonságiak segítségével jut keresztül. Veronica látja, hogy túl messzire ment, de a dolgot már nem lehet visszacsinálni.
Három hónappal később Ron szakállt növesztett, otthon van, iszik, nincs munkája, mindenki utálja és a barátai is elfordulnak tőle, amikor találkoznak az utcán, mert az a veszély fenyeget, hogy őket is kirúgják, ha beszélnek vele. Eközben Veronica ismertté vált, bár Ron barátai nehezen fogadják el, hogy Ron helyett egy nő van a csapatban.
„Szenzációs, világraszóló hír”, hogy Ling-Wong, a San Diego-i állatkert pandája szülés előtt áll, amiről a tévének élőben tudósítania kell. A helyszínen minden valamirevaló csatorna jelen van, óriási a tömeg. Veronica kedvező helyet talál a filmezéshez, ahonnan nem csak a paravánt lehet látni, ekkor azonban megjelenik mellette a köztévé hírműsorának vezető hírolvasója (Tim Robbins) és átlöki a nőt a korláton, aki a pillanatnyilag alvó Kodiak-medvék, a legnagyobb barnamedvék kifutójába esik. Amikor Ed sehol sem látja Veronicát, felhívja Ront egy bárban, ahol mindennap inni szokott, hogy azonnal menjen a helyszínre, visszakapja a munkáját. Ron előtte a csaposnak elmondja, hogy Veronica jobb nála.
Ron megfújja a kezében tartott hatalmas kagylót, hogy összehívja a csapatát, bár azok ott biliárdoznak nem messze tőle. A hívást Baxter is meghallja, aki éppen akkor kászálódik ki a folyóból.
Amikor megérkeznek az állatkertbe, Ron észreveszi Veronicát az ébredező medvék kifutójában, ami súlyos dilemma elé állítja: vagy megcsinálja a tudósítást vagy megmenti Veronicát, de a kettő egyszerre nem megy. Végül Veronica megmentését választja, és beugrik a kifutóba, ahová a hírolvasó csapata követi. A medvék támadni kezdik őket, ekkor azonban megjelenik Baxter és meghátrálásra készteti a medvéket. Veronica és Ron megmenekül.
A történet a későbbi események ismertetésével zárul: Champ az NFL közvetítője lett, de Terry Bradshaw kirúgatta szexuális zaklatás miatt; Brian a Fox tévéhez került és a „Szex-sziget” házigazdája lett; Brick megnősült, 11 gyereke született és a Bush-adminisztráció legfőbb tanácsadója lett; Ron és Veronica együtt a World News Center nemzetközi sugárzású csatorna vezető hírolvasói lettek.
|  | Itt a vége a cselekmény részletezésének! |

## Szereposztás
Zárójelben a magyar szinkronszínész neve.
- Will Ferrell (Kautzky Armand) – Ron Burgundy. A KVWN Channel 4 hírblokkjának fő hírolvasója 1964 és 1977 között. Mindig magabiztos és jól öltözött. Másokkal nem törődik, önző és arrogáns. Kissé együgyű.
- Christina Applegate (Ábel Anita) – Veronica Corningstone. Korábban Észak-Karolina tévétársaságánál dolgozott. Ambiciózus, szeretne hírolvasó lenni, és szeretné, ha elfogadnák, hogy komoly munkára képes.
- Paul Rudd (Széles Tamás) – Brian Fantana. Szexuálisan kissé túlfűtött, önmagáról túl sokat tartó hírolvasó, akire többnyire a helyszíni riportokat bízzák.
- David Koechner (Csuja Imre) – Champion "Champ" Kind. A sporthíreket ismerteti (a filmben ezt nem mutatják). Állandóan cowboykalapot hord. Rejtett érzelmeket táplál Ron irányába.
- Steve Carell (Kassai Károly) – Brick Tamland. A hírcsapatban az időjárást ismerteti (a filmben ezt nem mutatják). Megvan az a szokása, hogy oda nem illő választ ad, ha kérdezik, vagy lényegtelen információval áll elő. Jószívű és lojális. Egy teszt szerint az IQ-ja 48, vagyis szellemileg súlyosan retardált.
- Fred Willard (Forgács Gábor) – Ed Harken: a KVWN tévécsatorna hírigazgatója.
- Chris Parnell – Garth Holladay: Ed asszisztense. Ron Burgundyre hősként tekint, de csalódik benne, amikor Ron akaratlanul megsérti a nézőket.
- Vince Vaughn (Bozsó Péter) (nincs a stáblistában) – Wes Mantooth: a második helyen álló konkurens KQHS Channel 9 hírcsapatának vezetője, Ron fő riválisa.
- Luke Wilson (Haás Vander Péter) – Frank Vitchard: a harmadik helyen álló Channel 2 fő hírolvasója, akinek a fegyveres összecsapásban levágják a jobb karját, majd az állatkertben az egyik medve letépi a másik karját (a seb egyik esetben sem vérzik).
- Peanut – Baxter, Ron rajongásig szeretett kutyája. Az eredeti verzióban angolul beszél, a magyar szinkronban csak ugatni tud.

Kameók
- Ben Stiller (Galbenisz Tomasz) – Arturo Mendez: a spanyol nyelvű csatorna vezető hírolvasója
- Tim Robbins (Rosta Sándor) (nincs a stáblistában) – a köztévé vezető hírolvasója. Ő löki be Veronicát a medvék közé.
- Danny Trejo – csapos a bárban, ahol Ron le szokta inni magát
- Jack Black (Faragó András) – motoros, akihez Ron véletlenül hozzávágja a hot dogját, mire ő Ron kutyáját a vízbe hajítja
- Seth Rogen – operatőr, Veronica dolgozik vele az állatkerti jelenet elején
- Judd Apatow – a hírcsatorna egyik alkalmazottja
- Debra McGuire – a hírcsatorna egyik alkalmazottja
- Paul F. Tompkins – a macskabemutató házigazdája
- Jay Johnston – a „Szemtanú hírcsapat” egyik tagja
- Fred Armisen – Tino, étteremtulajdonos, ahova Ron gyakran jár
- Adam McKay – takarító
- Jimmy Bennett – Tommy

Narrátor
A kezdő és befejező résznél a veterán Chicagói CBS hírolvasó, Bill Kurtis működik közre.
A szinkronlista forrása: http://iszdb.hu/?szinkron=3429

## Megjelenése
Az amerikai mozikban 2004. július 9-én mutatták be.
Magyarországon moziban nem játszották, csak DVD-n jelent meg, 2005. április 12-én.

## Bevételek
A film a nyitóhétvégéjén 28,4 millió dolláros bevételt ért el, az USA-ban 85,3 milliós bevétele volt, a világ többi részén 4 millió, világszerte összesen 89,3 millió dollárt keresett.

## Fogadtatás
A filmet jól fogadták a kritikusok. A filmkritikusok véleményét összegző Rotten Tomatoes 66%-ra értékelte vélemény alapján. A hasonlóan működő Metacritic 63 pontot adott rá a lehetséges 100-ból.
Roger Ebert a Chicago Sun-Times filmkritikusa 3 csillagot adott a lehetséges 4-ből, és hozzátette: „A Ron Burgundy működik, és a legtöbbször vicces”.
A Rolling Stone filmkritikusa, Peter Travers szintén 3/4 csillagot adott és így ír: „Ha az Animal House újrahasznosított vicceit érzed, igazad van. De tévedsz, ha leértékeled a filmet, amiben különösen Fred Willard brillíroz a stúdióvezető szerepében.”
A USA Today szintén 3/4 csillagot adott rá. Claudia Puig így ír: „A Ron Burgundy soviniszta és nevetséges, de Ferrell emberséget mutat”.
Az Empire magazin a Ron Burgundy-t a 26. helyre sorolta „A 100 legjobb szereplő a filmekben” listáján, ugyanakkor a 113. helyre „az 500 legjobb film” listáján.
Az Entertainment Weekly Ron Burgundyt a 40. helyre sorolja „a 100 legjobb karakter az utóbbi 20 évben” listáján. Ferrell azt mondta róla: „A kedvenc karakterem, ha választanom kell...”

## Forgatási helyszínek
Bár a történet elvileg San Diegóban játszódik, a filmet nem ott vették fel, mert az épületek túl modernek lettek volna az 1970-es San Diego megjelenítéséhez. Ehelyett Los Angelesben, Glendale-ben és Long Beach-en forgattak, ahol be tudták úgy állítani a díszleteket, hogy azok a korabeli San Deigót idézzék. A valódi San Diego csak légi felvételeken jelenik meg.

## Zenei anyag
1. Ron Burgundy – "Legendary Anchor Ron Burgundy Welcomes You To His Album: A Life, A Song"
2. Blues Image – "Ride Captain Ride"
3. Jonathan Edwards – "Sunshine (Go Away Today)"
4. Cornelius Brothers & Sister Rose – "Treat Her Like A Lady"
5. Gene Chandler – "Groovy Situation"
6. Kansas – "Carry On Wayward Son"
7. Friends Of Distinction – "Grazing In The Grass"
8. Neil Diamond – "Cherry, Cherry"
9. Isley Brothers – "That Lady"
10. Henry Gross – "Shannon"
11. Bill Withers – "Use Me"
12. Tom Jones – "Help Yourself"
13. Hall & Oates "She's Gone"
14. Will Ferrell & The Channel 4 News Team – "Afternoon Delight"
15. Ron Burgundy – "Ron Burgundy's Sign Off"

## Fordítás
Ez a szócikk részben vagy egészben  az   Anchorman: The Legend of Ron Burgundy című angol Wikipédia-szócikk fordításán alapul.  Az eredeti cikk szerkesztőit annak laptörténete sorolja fel. Ez a jelzés csupán a megfogalmazás eredetét és a szerzői jogokat jelzi, nem szolgál a cikkben szereplő információk forrásmegjelöléseként.